# Seamus O’Connell
Seamus O’Connell (* 1. Januar 1930 in Carlisle; † 24. Februar 2013 in Spanien) war ein englischer Fußballspieler. Der Halbstürmer, der während seiner gesamten Sportlerzeit auf den Amateurstatus bestand, gewann 1955 mit dem FC Chelsea die englische Meisterschaft.

## Sportlicher Werdegang
Der irischstämmige O’Connell schlug im Gegensatz zu seinem Cousin Sean, der einer der besten Spieler seiner Zeit im Gaelic Football war, eine Fußballerkarriere bei dem in Glasgow beheimateten Amateurklub FC Queen’s Park ein. O’Connell war der Sohn eines wohlhabenden Landwirts und entschied früh für sich, den Fußballsport nicht professionell auszuüben und stattdessen im familiären Viehhandelbetrieb zu arbeiten. In der Saison 1951/52 weilte er aus beruflichen Gründen im irischen Sligo, absolvierte einige Partien für den dortigen Erstligisten Sligo Rovers und erreichte mit dem Klub auch das Halbfinale im FAI Cup. Im Mai 1953 schloss er sich im englischen Profifußball dem FC Middlesbrough an, der als Erstligist gegen den Abstieg kämpfte.
Bei seinem ersten Spiel, das am Boxing Day 1953 mit einem 3:2-Sieg gegen Newcastle United endete, schoss er direkt ein Tor. Nur wenige weitere Einsätze folgten; stattdessen fokussierte er sich wieder auf den Amateursport und er agierte fortan für Bishop Auckland. Er stand dabei im 1954er Finale des FA Amateur Cups, das gegen Crook Town verloren ging. Im August 1954 verpflichtete ihn Ted Drake für den FC Chelsea. Der Neuzugang machte im Verlauf der Saison 1954/55, die den „Blues“ die englische Meisterschaft bescherte, nachhaltig von sich reden. Nach einem Hattrick anlässlich seines Debüt gegen Manchester United (5:6) kam er noch in neun weiteren Ligapartien zum Zuge und insgesamt erzielte er sieben Treffer. Zu seinen Stärken zählten die Schnelligkeit, Spielintelligenz, Schusshärte und er harmonierte gut mit den Stürmerkollegen Roy Bentley und Frank Blunstone. Dazu holte er im wichtigen Duell mit den Wolverhampton Wanderers den Elfmeter zum entscheidenden 1:0-Sieg heraus. Trotz entsprechender Angebote lehnte es O’Connell jedoch weiter ab, den Profistatus zu erlangen. Stattdessen wandte er sich wieder seinem Parallelengagment bei Bishop Auckland zu, gewann dort 1955 und 1956 jeweils den FA Amateur Cup und absolvierte Länderspiele in der englischen Amateurauswahl. Für Chelsea bestritt er nur noch sechs weitere Partien. Im Februar 1958 war er kurz in seiner Geburtsstadt für Carlisle United unterwegs, aber der nächste Titelerfolg war erneut im Amateurbereich mit Crook Town im Jahr 1959.
Seine letzten Lebensjahre verbrachte O’Connell in seiner neuen Wahlheimat in Spanien. Dort verstarb er am 24. Februar 2013, nachdem er bereits sechseinhalb Jahre zuvor einen Herzinfarkt erlitten hatte.

## Titel/Auszeichnungen
- Englische Meisterschaft (1): 1955
- FA Amateur Cup (3): 1955, 1956, 1959